# راکول آتومیشن
راکوِل آتومِیشِن (به انگلیسی: Rockwell Automation) شرکت تجهیزات الکتریکی آمریکایی است، که در زمینه تولید تجهیزات الکترونیکی و الکتریکی، موتورهای الکتریکی، مهندسی برق، اتوماسیون صنعتی، تجهیزات تولید، توزیع و انتقال انرژی الکتریکی فعالیت می‌کند.
این شرکت در سال ۱۹۰۳ در شهر میلواکی، ویسکانسین تأسیس شد و از برندهای آن می‌توان به آلن برادلی و نرم‌افزارهای راکوِل اشاره کرد.